# بيفر هاريس
بيفر هاريس (بالإنجليزية: Beaver Harris)‏ هو عازف جاز أمريكي، ولد في 20 أبريل 1936 في بيتسبرغ في الولايات المتحدة، وتوفي في 22 ديسمبر 1991 في نيويورك في الولايات المتحدة.

## وصلات خارجية
- بيفر هاريس على موقع ميوزك برينز (الإنجليزية)
- بيفر هاريس على موقع أول ميوزيك (الإنجليزية)
- بيفر هاريس على موقع ديسكوغز (الإنجليزية)